# Lanatomyia electra
Lanatomyia electra är en tvåvingeart som beskrevs av Debenham 1974. Lanatomyia electra ingår i släktet Lanatomyia och familjen svidknott. Inga underarter finns listade i Catalogue of Life.